# Wympel R-40
Wympel R-40 (russisch Вымпел Р-40) ist eine russische, ehemals sowjetische, Luft-Luft-Rakete mit der NATO-Bezeichnung AA-6 „Acrid“.
Dieser Lenkflugkörper wurde in den 60er Jahren speziell für den Einsatz der MiG-25 (NATO-Codename „Foxbat“) entwickelt und unter der Bezeichnung R-40T und R-40R eingeführt. Nachdem sich am 6. September 1976 der sowjetische Pilot Wiktor Belenko mit einer MiG-25 nach Japan absetzte, wurden das Flugzeugmodell und die Lenkflugkörper überarbeitet. Die neuen Versionen bekamen die Bezeichnung R-40RD und R-40TD.

Im Einsatz an der MiG-25 war es vorgesehen, immer zwei Raketen auf ein Luftziel abzufeuern, um die Zerstörung des Zieles auch bei Gegenmaßnahmen zu garantieren. Da die Standardbewaffnung der MiG-25 aus je zwei infrarot- und zwei radargelenkten Raketen bestand, wurde von jeder Variante eine abgefeuert. Zuerst aber die infrarotgelenkte Rakete, damit diese nicht auf den Abgasstrahl der radargelenkten Rakete aufschaltet.
Sie ist die zurzeit größte im Einsatz befindliche Luft-Luft-Rakete der Welt und wird aktuell bei der MiG-31 („Foxhound“) verwendet.

## Varianten
- R-40T: 1. Serienversion mit Infrarot-Suchkopf. Reichweite 30 km.
- R-40R: 1. Serienversion mit halbaktivem Radar-Suchkopf. Reichweite 50 km.
- R-40TD: Verbesserte R-40T mit überarbeiteter Elektronik und einer Reichweite von 40 km.
- R-40RD: Verbesserte R-40R mit überarbeiteter Elektronik und einer Reichweite von über 60 km.